# Anna Hofbauer

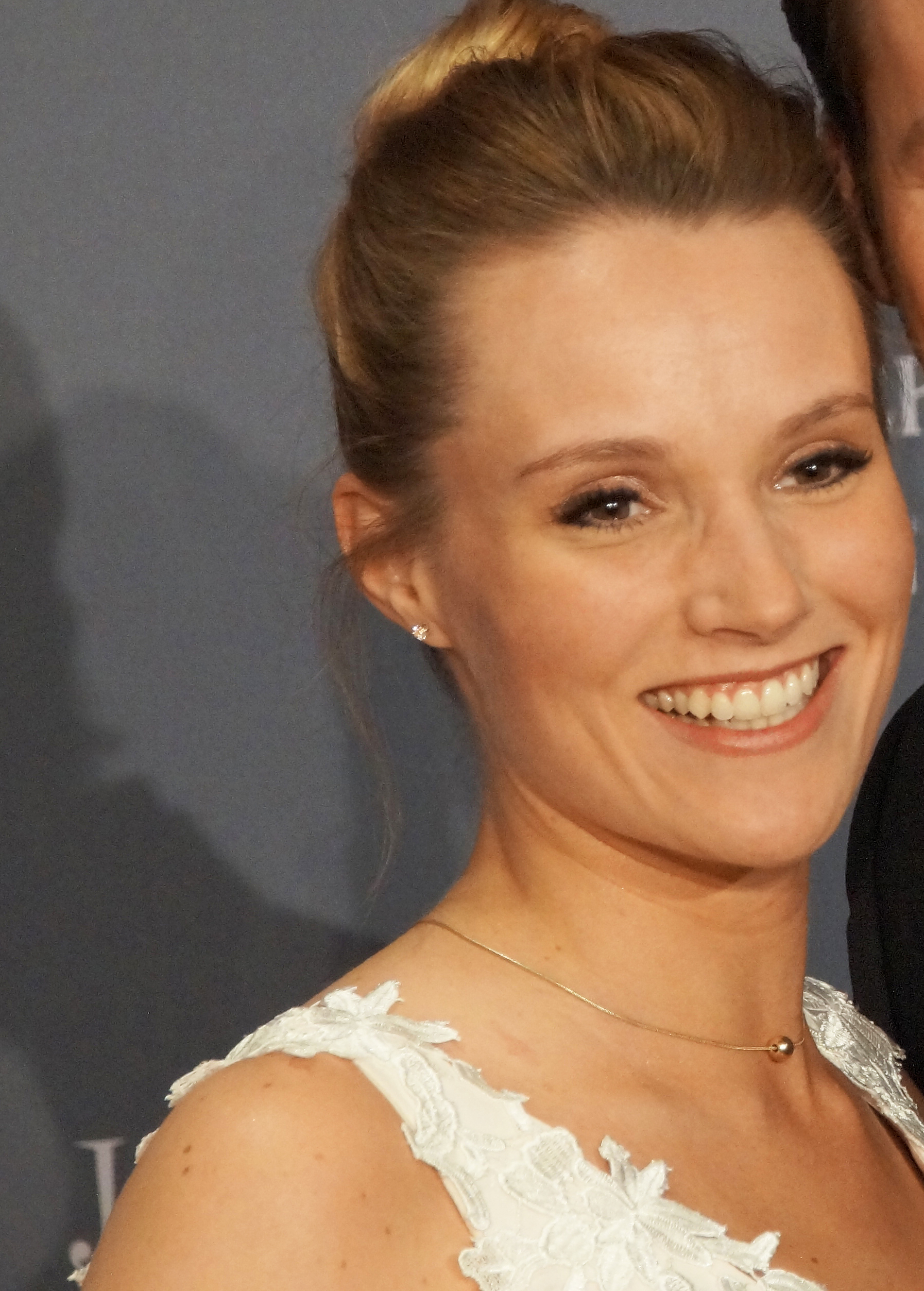
Anna Hofbauer im März 2016

Anna Christiana Hofbauer (* 7. Juni 1988 in Marktoberdorf) ist eine deutsche Schauspielerin und Musicaldarstellerin.

## Leben und Karriere
Hofbauer kam im Alter von sieben Jahren auf die private Schauspielschule mobile unter der Leitung von Monika Schubert und erhielt Klavier- und Saxophon-Unterricht. Während ihrer Schulzeit auf dem Musikgymnasium Marktoberdorf war sie Teil des Ensembles von Ludwig2. Hofbauer erhielt ein Begabtenstipendium für die Joop van den Ende Academy in Hamburg. Dort studierte sie von 2007 bis 2010 Schauspiel und Gesang.
Nach ihrem Abschluss war Hofbauer an den Schauspielbühnen Stuttgart, dem Theater Heilbronn und am Opernhaus Graz engagiert. In der Kemptner Fassung des „Ludwig“- Musicals spielte sie die Prinzessin Sophie und war ebenfalls der DanceCaptain der Show. 2012 ging Hofbauer für einige Monate als Erstbesetzung der weiblichen Hauptrolle Christine Daaé mit dem Musical Das Phantom der Oper auf Europatournee und verkörperte dann von 2014 bis 2016 die argentinische Nationalheldin Evita im gleichnamigen Musical am Staatstheater Oldenburg.
Für die Wiederaufnahme des Musicals Ludwig2 am Originalschauplatz in Füssen (Ludwigs Festspielhaus) kehrte Hofbauer als Erstbesetzung der Kaiserin Elisabeth in ihre Heimat zurück und spielte dort neben Uwe Kröger, Kevin Tarte, René Kollo und Matthias Stockinger. Danach wurde sie für eine Koproduktion der Vereinigten Bühnen Wien International und La Belle Musical als Erstbesetzung „Constanze Mozart“ im Musical Mozart! engagiert. In dieser Rolle trat sie zuerst im Theater am Marientor in Duisburg und anschließend am Shanghai Culture Square auf.
2017 übernahm Hofbauer erneut in die Rolle der Kaiserin Elisabeth im Musical Ludwig2 und ging im Anschluss als Maureen Johnson mit der offiziellen, amerikanischen Jubiläumsproduktion des Rockmusicals Rent auf Tour durch Deutschland, Österreich und die Schweiz.
Von 2017 bis 2018 spielte Hofbauer in der Rolle der Päpstin Johanna im gleichnamigen Musical das Publikum in Saarland, Stuttgart und Füssen. In dieser Rolle war sie auch 2019 in Ludwigs Festspielhaus in Füssen zu sehen.
2014 war Hofbauer Bachelorette in der gleichnamigen TV-Sendung. Mit Marvin Albrecht, dem sie die letzte Rose überreichte, führte sie bis 2018 eine Beziehung. Im Jahr 2015 gewannen beide die Tanzshow Stepping Out auf RTL.
Im September 2017 erschien Hofbauers erstes Soloalbum unter dem Titel MAKE IT COME TRUE. Damit trat sie z. B. beim Festival der Einheit am Brandenburger Tor vor 50.000 Menschen und bei diversen internationalen Fernsehsendungen auf.
Zudem ist sie als Sprecherin für ARD und ZDF tätig (z. B. Wetten, dass..?, Fernsehgarten, Echo, ESC, ..) und engagiert sich ehrenamtlich als Botschafterin der Organisation „Steps for children“ für die Bildung und das nachhaltige Wohlergehen von Kindern in Namibia.
Im Februar 2018 gaben Hofbauer und Marc Barthel ihre Beziehung bekannt. Der erste gemeinsame Sohn Leo kam im November 2019 zur Welt. Am 26. Dezember 2020 heiratete das Paar im Allgäu. Der zweite Sohn Carlo wurde im August 2022 geboren.
2020 und 2022 übernahm sie für jeweils eine Folge in die Gastrolle der Lena Marx in der TV-Serie Notruf Hafenkante, in der auch ihr Mann mitspielt. Im Film Die Tänzerin und der Gangster – Liebe auf Umwegen spielte sie 2021 neben Sarah Engels, die in diesem Film ihre erste Hauptrolle hatte.

## Theater (Auszug)
- 2024 - heute: Ginny Weasley in Harry Potter und das verwunschene Kind[9], Theater am Großmarkt Hamburg
- 2022: Maria Magdalena in Passion, Festspielhaus Füssen
- 2019: Kaiserin Elisabeth in Ludwig² – das Musical, Festspielhaus Füssen
- 2019: Janet in Rocky Horror Show, Neue Gebläsehalle Neunkirchen
- 2019: Johanna in Päpstin, Festspielhaus Füssen,
- 2018: Johanna in Päpstin, Festspielhaus Füssen, Neue Gebläsehalle Neunkirchen
- 2018: Kaiserin Elisabeth in Ludwig² – das Musical, Festspielhaus Füssen
- 2017: Johanna in Päpstin, Neue Gebläsehalle Neunkirchen, Theaterhaus Stuttgart
- 2017: Kaiserin Elisabeth in Ludwig² – das Musical, Festspielhaus Füssen
- 2016: Constanze in Mozart!, Theater am Marientor Duisburg, Shanghai Culture Square Theatre
- 2016: Kaiserin Elisabeth in Ludwig² – das Musical, Festspielhaus Füssen
- 2014–2016: Evita in Evita, Oldenburgisches Staatstheater
- 2013: Rosa A. in Liebesbriefe an Adolf Hitler, teAtrum VII, Berlin
- 2013: Christine Daaé in Das Phantom der Oper, Europatournee
- 2012: Ensemble in Gigi, Oper Graz
- 2011: Sophie in Ludwig, der König kommt zurück, Bigbox Allgäu, Kempten (Allgäu)
- 2010: Fräulein Mai in Keine Leiche ohne Lilly, Schauspielbühnen Stuttgart

## Film
- 2003: Lenßen & Partner (Fernsehserie, Staffel 6 Folge 109: Tödlicher Heiratsantrag)
- 2003: Lenßen & Partner (Fernsehserie, Staffel 7 Folge 188: Terror einer Schlägergang)
- 2019: Hubert ohne Staller (Fernsehserie, Folge: Pony am Stock)
- 2020: Notruf Hafenkante (Fernsehserie, Folge: Pokerprinzessin)
- 2022: Die Tänzerin und der Gangster – Liebe auf Umwegen (Fernsehfilm)
- 2022: Notruf Hafenkante (Fernsehserie, Folge: Neues Spiel, neues Glück)
- 2024: Die Bergretter (Fernsehserie, Folgen: Ein letzter Augenblick und Abschiedsschmerz als KI-Gaby)